# مركز ضحايا التعذيب
مركز ضحايا التعذيب هو منظمة دولية غير ربحية مقرها سانت بول، مينيسوتا. ويعنى بتوفير العناية المباشرة لمن تعرضوا للتعذيب، ويقدم تدريبًا للمنظمات المشاركة والقادرة على منع التعذيب وعلاجه في الولايات المتحدة وباقي أجزاء العالم، فضلًا عن إجراء الأبحاث التي من شأنها فهم كيفية علاج الناجين، والمطالبة بوضع حد للتعذيب.
ترتكز مهمة مركز ضحايا التعذيب على علاج جراح التعذيب التي يتأثر بها الأفراد وأسرهم ومجتمعاتهم، بالإضافة إلى المساهمة في الحد من التعذيب حول العالم. وحصل المركز على الجائزة الدولية للعمل الخيري من جمعية علم النفس الأمريكية.
- منذ تأسيسه في عام 1985، حقق المركز الإنجازات التالية:
- إعادة تأهيل أكثر من 30000 ناجٍ من خلال العلاج المباشر.
- المساهمة في بناء مجتمعات ما بعد النزاع بعد بعض حروب العالم المميتة، بالعمل في غينيا وسيراليون وليبيريا وجمهورية الكونغو الديمقراطية والأردن وكينيا.
- إجراء الأبحاث المبتكرة المتعلقة بإعادة تأهيل الناجين من التعذيب لفهم آثاره وابتكار أفضل الوسائل لعلاج الناجين بشكل أفضل.
- قيادة الجهود الهادفة لإنهاء ممارسات التعذيب التي تضطلع بها حكومة الولايات المتحدة، من ضمنها الأمر التنفيذي الذي أصدره الرئيس أوباما بحظر التعذيب والمعاملة الوحشية.

ويقدم المركز العناية للناجين في مركز العلاج الرئيسي في سانت بول، مينيسوتا وفي المشاريع المُقامة في الأردن ومخيم داداب للاجئين في كينيا ونيروبي وأوغندا، علاوة على العمل مع اللاجئين الإثيوبيين في إريتريا. كما يوجد مكتب يتبع للمركز في العاصمة واشنطن.
يندرج مركز ضحايا التعذيب ضمن فئة منظمات 501 (سي)(3) المعترف بها في مجلس تقييم المنظمات الخيرية والمعهد الأمريكي للأعمال الخيرية ومنظمة تشاريتي نافيجيتور، وذلك بفضل تنظيمه وتوظفيه الجيد للتبرعات.

## التاريخ
أُنشئ مركز ضحايا التعذيب على خلفية دعوة حاكم مينيسوتا رودي بيربيتش لجنة من الخبراء في حقوق الإنسان للبحث في مختلف المبادرات الداعمة لحقوق الإنسان في مينيسوتا. وكان إنشاء مركز إعادة تأهيل للناجين من التعذيب الاقتراح الأكثر طموحًا الذي قدمته هذه المجموعة. وصادق الحاكم بيربيتش على هذه الفكرة، وأوعز بتشكيل فريق العمل الذي سافر إلى كوبنهاغن والدنمارك لزيارة مركز إعادة تأهيل ضحايا التعذيب (والمعروف حالًا بمؤسسة الكرامة الدنماركية ضد التعذيب) وهو أول مركز للعلاج في العالم. وأوصى فريق العمل بتأسيس مركز مشابه في مينيسوتا.

### منزل للاستشفاء
أُسس مركز ضحايا التعذيب كمنظمة مستقلة وغير حكومية، حيث قُدمت الرعاية في العيادة الدولية في سانت بول لمركز رامزي الطبي خلال العامين الأوليين من تأسيس المركز، ثم توجه المركز نحو الإعداد المؤسسي الشبيه بالمنازل والباعث على مشاعر الاحتضان للناجين. أما في الوقت الحالي، يوفر المركز الرعاية من مركز العلاج في سانت بول. وصُمم المنزل لتلبية احتياجات الناجين من التعذيب من خلال تأثيث منزلي ونوافذ كبيرة وغرف بأركان مستديرة وزاويّة لخلق بيئة مختلفة جدًا عن الغرف المكشوفة والمربعة ذات الأضواء الساطعة التي عانى فيها معظم ضحايا التعذيب.

### توسعة خدمات العلاج
بدأ عمل مركز ضحايا التعذيب الدولي في البوسنة وكرواتيا عام 1993. وخلال الحرب، سافر معالجو المركز النفسيون إلى المنطقة لتدريب مقدمي الرعاية في العلاج المتخصص للناجين من التعذيب. وفي عام 1995، بدأ مركز ضحايا التعذيب بالعمل في تركيا لتقوية مهارات المختصين الطبيين والمنظمات غير الحكومية التي تعمل مع الناجين.
وفي عام 1999، أطلق مركز ضحايا التعذيب أول برنامج دولي لتقديم العلاج المباشر بالعمل مع لاجئي سيراليون في غينيا وغرب إفريقيا. وقدموا خدمات مباشرة في استشارات الرعاية النفسية المباشرة إلى اللاجئين الذين عانوا من التعذيب والصدمات في أعقاب صراعات المنطقة. وكذلك درب معالجو المركز سكان مخيمات اللاجئين ليكونوا مساعدين لهم، ما ساهم في استمرارية دعم شبكة العلاج النفسي المحلية بعد انتهاء البرنامج في عام 2005.

### دعم خدمات علاج الناجين
أطلق مركز ضحايا التعذيب عددًا من مبادرات التدريب لبناء مصادر أكثر للرعاية الملائمة والحساسة للناجين من التعذيب. ويوفر المركز التدريب والرعاية التقنية لمراكز إعادة تأهيل الناجين من التعذيب في الولايات المتحدة، وذلك عن طريق برنامج يُدعى مشروع بناء القدرات الدولي داخل البلاد ومشروع شركاء في علاج الصدمات خارجها. إذ صُممت مبادرات التدريب لبناء شبكة من المهنيين المعالجين في المناطق التي يغيبون عنها، واستهدفت أيضًا المشاركين في مشاريع تدريب المركز لاستمرار تقديم خدمات العلاج لفترات طويلة بعد مغادرة المركز لبلد ما.

### الدعوة لتأييد الناجين
بدأ مركز ضحايا التعذيب وجوده في العاصمة واشنطن في عام 1992 بمتطوع واحد يمثل المركز. في ذلك الوقت علم المركز بقيام الولايات المتحدة باحتجاز الأموال المكرسة «لصندوق تبرعات ضحايا التعذيب التابعة للأمم المتحدة» علمًا بأن هدف الصندوق يتمثل في تقديم الدعم المادي لمراكز علاج الناجين من التعذيب حول الالم. وعمل مركز ضحايا التعذيب مع المجموعات الدينية ومجتمعات حقوق الإنسان لتأمين إطلاق تبرع بمقدار أربعمئة ألف دولار، ما شكل أكبر مساهمة في صندوق تبرعات الأمم المتحدة آنذاك.
ومنذ ذلك الحين، استمر مركز ضحايا التعذيب في استقبال الدعم من كلا الحزبين في الولايات المتحدة الأمريكية لعلاج الناجين من التعذيب. وفي عهد السيناتور السابق ديف دورينرجر، شرع قانون إغاثة ضحايا التعذيب لترخيص الدعم الفيدرالي لبرامج إعادة تأهيل الناجين من التعذيب في الولايات المتحدة وخارج البلاد. وكنتيجة للقانون، أصبحت الولايات المتحدة المتبرع الأكبر في العالم منذ عام 2000 لإعادة تأهيل الناجين من التعذيب.
في عام 1998، نظم مركز ضحايا التعذيب مراكزًا منزلية في الاتحاد الوطني لبرامج علاج التعذيب ووفر التدريب والحماية والجبهات المؤيدة للمشروع.
بالإضافة إلى السعي نحو توفير الدعم المالي لإعادة تأهيل ضحايا التعذيب، تعاون المركز مع الحملة الوطنية الدينية ضد التعذيب والمبشرين بحقوق الإنسان للمناداة ضد استعمال حكومة الأمريكية للتعذيب منذ 11 سبتمبر 2001.

### إعادة تأهيل الناجين من التعذيب

#### خدمات العلاج الدولية
يقدم مركز ضحايا التعذيب الرعاية المباشرة للناجين من التعذيب في مناطق  العالم التي تفتقر إلى رعاية نفسية كافية. ويتأتى ذلك بالعمل في مخيمات اللاجئين في المناطق التي دمرت النزاعات فيها المجتمعات تمامًا، ويدرب المركز أعضاء المجتمعات المحلية لتلبية حاجات مجتمعاتهم النفسية على المدى الطويل.

#### علاج الناجين من التعذيب والحرب
يقدم مركز ضحايا التعذيب المشورة للبالغين والأطفال الذين عانوا من التعذيب وأهوال الحرب، ويقيم لهم أنشطة رعاية نفسية. ويحصل معظم الناجين على مجموعة مشورة صغيرة، وتجتمع هذه المجموعات الصغيرة أسبوعيًا لمدة عشر أسابيع تقريبًا، وقد تتقسم اعتمادًا على طبيعة الصدمة لتجمعات سكانية تضم بالغين وأطفال ونساء ورجال وفتيات وفتيان.
يحصل الناجون الذين يعانون من أعراض صدمات شديدة على مشورات فردية خاصة، وينضم العديد للمجموعات الصغيرة للمشورة عند قدرتهم على ذلك. وتساعد مشاريع المركزالدولية ما يعادل 1600 ناجٍ من التعذيب وأهوال الحرب سنويًا.
يتابع مركز ضحايا التعذيب الناجين متلقي الرعاية عن كثب لتقييم شفائهم. وتشير تقارير المركز بصورة دورية إلى انخفاض كبير في أعراض الأمراض النفسية كالقلق والاكتئاب، بالإضافة إلى انحسار الأعراض البدنية. ويتطلع الناجون إلى المستقبل، ويأملون بتكوين بعلاقات أفضل بعد تلقي المساعدة من مركز ضحايا التعذيب.

#### تدريب نظراء المستشارين
فضلًا عن توفير خدمات الرعاية النفسية، يدرب مركز ضحايا التعذيب أعضاء المجتمع واللاجئين ليتقنوا مهارات مستشاري المجموعات والمطالبين والمعلمين والمدربين. والهدف من ذلك توفير مصادر الرعاية النفسية في أماكن لم توجد بها من قبل. ويخضع مستشارو الصحة النفسية الخبراء لتأهيل مكثف وفترة تدريب أساسية. ثم يشتركون في جلسات مجموعات المشورة مع خبراء من المعالجين النفسيين في مجال علاج التعذيب والصدمات. ويتلقى المتدربون خلال عملهم مع مركز ضحايا التعذيب تدريبًا محترفًا مستمرًا ومراقبة يومية مع محاكاة محترفة للمعالج النفسي ومراقبة وإعطاء التغذية الراجعة بعد كل جلسة مشورة ونشاط.
عمل المستشارون المتدربون لدى مركز ضحايا التعذيب سابقًا لدى المحكمة الجنائية الدولية وفي محكمة سيراليون الخاصة، وفي العديد من المنظمات التي تتطلب خبرة واسعة في مجال الصحة النفسية.

#### التوعية المجتمعية
يجري مركز ضحايا التعذيب أنشطة التدريب وإذكاء الوعي في المجتمعات المحلية، وتشمل الأنشطة المعلمين والقادة المحليين ورجال الدين، وهدفه مساعدتهم في فهم أثر التعذيب على الأفراد والمجتمعات. كما يطلق المركز نشاطات غير المشورة مثل الرياضة والألعاب والدراما والفن والمداواة باللعب، وذلك لإشراك المجتمع كاملًا في عملية الشفاء ومد يد العون للناجين المستفيدين من خدمات المركز. وفي كل عام، يكتسب آلاف أعضاء المجتمع من مركز ضحايا التعذيب خبرة جديدة من هذه الأنشطة.

#### الرعاية الثقافية الدقيقة
تتسم خدمات مركز ضحايا التعذيب العلاجية بأنها تجمع بين طرق العلاج النفسي الغربي المعاصر وطرق الشفاء الثقافية الملائمة. اعتُمدت هذه الطريقة في أول مبادرة علاج دولية في غينيا، حيث استخدم المعالجون النفسيون ونظراء المستشارين طقوسًا وقصص وأغاني في عمليات العلاج. وتستمر تلك الخدمات بتقديم الاستشارات لدمج التقاليد والمفاهيم والأزياء الملائمة ثقافيًا مع عمليات العلاج. ويكون المعالجون النفسيون ذوي مهارات عالية ممن عملوا في بيئات متعددة الثقافة.
تموّل مشاريع مركز ضحايا التعذيب الدولية العلاجية عن طريق مكتب السكان واللاجئين والهجرة، والاتحاد الأوروبي، وصندوق الأمم المتحدة لتمويل ضحايا التعذيب، والوكالة الأمريكية للتنمية الدولية والمواطنين الأمريكيين.

### خدمات مينيسوتا العلاجية
تُقدم جميع الخدمات العلاجية في مينيسوتا في العيادات الخارجية في مركز سانت بول لضحايا التعذيب. يقع المركز في منزل مرمم من العصر الفكتوري، ما يخلق بيئة مريحة ومرحبة بالمرضى.
يعمل كل ناجٍ مع فريق من المختصين الذين يقدمون:
- العلاج الطبي، ويشمل ذلك الخدمات النفسية  وإحالتهم للمختصين عند الحاجة.
- الرعاية التمريضية للمساعدة في مراقبة الحالة الجسدية وتسهيل الإحالات للمختصين.
- العلاج النفسي مع أطباء نفسيين ومعالجين أو أخصائيين اجتماعيين في مجال الزواج والأسرة.
- خدمات اجتماعية لربط الناجين مع المنظمات والاحتياجات الأساسية، بالإضافة إلى توفير الإدارة الملائمة إلى لحالات الفردية، ما يخفف الحاجة إلى التدابير المكثفة كالعلاج في المستشفيات.
- التدليك والعلاج المهني والجسدي لزيادة قابلية الحركة وتخفيف الألم الجسدي.
- يلعب المترجمون دورًا مهمًا في علاج الناجين غير المتحدثين باللغة الإنجليزية.

### مراحل الشفاء
التعذيب هو هجوم على جميع نواحي حياة الشخص، ويتجاوز تأثيره الفرد ليشمل العائلة والمجتمع. وفي إطار العملية العلاجية المتكاملة، يحصل الناجون في مينيسوتا على مشورات فردية وجماعية. إذ يتطرق قسم الإرشاد إلى حالات فردية أثناء مساعدة الناجين على تعلم الثقة وإعادة بناء العلاقات لحياة أفضل. ويرشد فريق مركز ضحايا التعذيب الناجين عبر ثلاث مراحل للشفاء:
- السلامة والاستقرار: إعادة بناء الصحة والثقة، ومناقشة المصادر والعمليات القانونية، والتأكد من حصول العملاء على المنزل والملابس والعناية الطبية.
- الفجع والحداد: المضي قدمًا بالرغم مما حدث.
- إعادة التواصل: العودة إلى المجتمع وأهداف الحياة وتطوير وترميم العلاقات مع الأصدقاء والعائلة.

تتوفر خدمات الدعم عندما يصبح الناجي مستعدًا لإعادة التواصل مع المجتمع، إذ يقدم المتطوعون خدمات دعم مهمة مثل تعليم الناجين قراءة مواعيد الحافلات والمواصلات العامة وتوفير دروس خصوصية بالإنجليزية، ومرافقة الناجين في رحلاتهم إلى المتاحف والمكتبات والحفلات والمقاهي ومتاجر البقالة.